# Olaf Leben
Olaf Leben (* 8. Oktober 1932 in Berlin; † 7. Oktober 1991) war ein deutscher Geheimdienstler. Er war Generalmajor des Ministeriums für Staatssicherheit (MfS) der DDR und leitete von 1977 bis 1990 die für die Telefonüberwachung zuständige Abteilung 26 des MfS.

## Leben
Leben wurde 1932 in Berlin als Sohn eines Elektromonteurs geboren. Nach dem Besuch der Volksschule begann er 1947 eine Ausbildung zum Fernmeldemonteur. In diesem Beruf war er bis zu seiner Einstellung beim MfS 1951 tätig. Seit 1949 war Leben Mitglied der SED. Beim MfS begann er zunächst in der Abteilung N (Nachrichten), ehe er 1952 zur Hauptabteilung S (HA S; operative Technik) wechselte. Ab 1955 arbeitete Leben in der Abteilung O (Telefonüberwachung), welche 1962 in Abteilung 26 umbenannt wurde. 1963 wurde er zum stellvertretenden Abteilungsleiter befördert. Zwischen 1965 und 1967 absolvierte er ein Studium an der Hochschule für Verkehrswesen „Friedrich List“ in Dresden, welches er als Diplom-Ingenieur-Ökonom abschloss. 1967 ernannte man ihn zum 1. stellvertretenden Leiter der Abteilung 26. Ab 1977 vertrat er seinen erkrankten Vorgesetzten, Oberst Gerhard Böhme, dessen Posten als Leiter der Abteilung 26 er ab 1980 endgültig übernahm. Neben der Überwachung von Telefonen und Fernschreibern war die Abteilung 26 auch für die akustische und optische Überwachung und Beobachtung von Räumen, sowie für den Einsatz chemischer Markierungsverfahren verantwortlich, und verfügte über mehr als 1.000 hauptamtliche und zahlreiche inoffizielle Mitarbeiter. Im Juli 1984 wurde seine Ernennung zum Generalmajor vom Politbüro des ZK der SED für „Parteilichkeit, Umsicht, fachliches Können und hohes Verantwortungsbewusstsein“ vorgeschlagen und im Oktober 1984 vom Vorsitzenden des Nationalen Verteidigungsrates der DDR, Erich Honecker, vorgenommen. Im Zuge der Wende in der DDR wurde Leben im Januar 1990 entlassen. Im Jahr 1991 ermittelte die Berliner Staatsanwaltschaft gegen ihn wegen „Amtsanmaßung und Anstiftung zur Verletzung des Fernmeldegeheimnisses durch die Post“. Ein Ende der Ermittlungen, so der zuständige Oberstaatsanwalt damals, sei „nicht absehbar“, da der Aufenthaltsort von Leben der Justiz nicht bekannt war.